# کاشی‌کاری

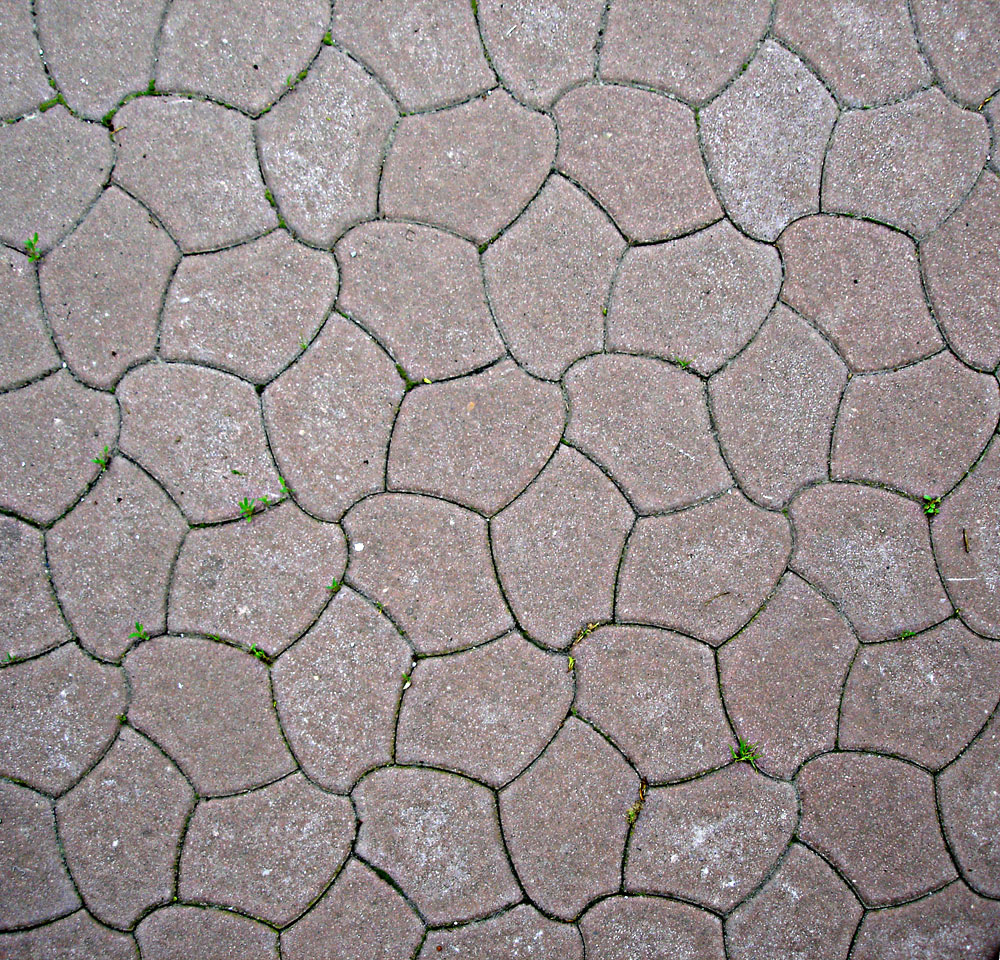
کاشی‌کاری موزائیکی بر راه.

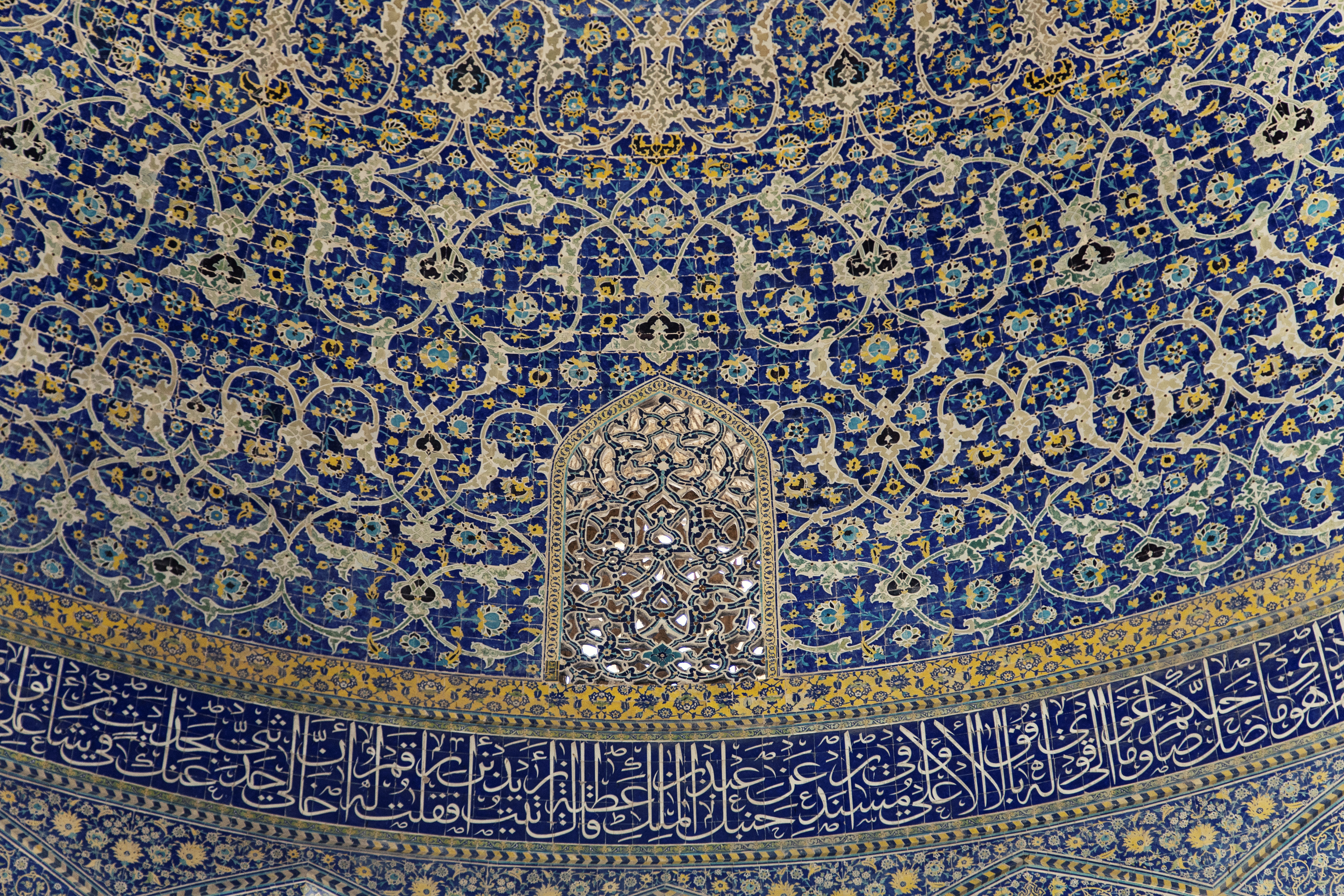
کاشی کاری تاریخی مسجد شاه در شهر اصفهان

کاشی‌کاری به معنی پر کردن یک صفحه با مجموعه‌ای از اشکال هندسی است، به نحوی که این اشکال نه برهم برآیند و نه شکافی بین‌شان ایجاد شود. کاشی‌کاری می‌تواند تنها بخشی از سطح یک صفحه، یا دیگر سطوح هندسی را در بر بگیرد. تعمیم کاشی‌کاری به ابعاد بالاتر نیز ممکن است.
کاشی‌کاری ایرانی از نمونه‌های برجسته این هنر است. در غرب، کاشی‌کاری پیوسته در کارهای هنری موریس اشر نمود می‌یافت و در تمام طول تاریخ هنر، چه در آثار معماری شده و چه در هنر نوگرا به چشم می‌خورد.
کاشی‌بندی اگر بر روی کف آشپزخانه و توالت و حمام   انجام شود سرامیک کاری معروف است اگر بر روی زمین و برای سنگ‌فرش راه‌ها انجام شود بیشتر به موزائیک‌کاری معروف است و اگر بر روی بام خانه‌ها انجام شود به آن سوفال‌کاری هم می‌گویند. به برخی انواع کاشی‌کاری هنری معرق‌کاری گفته می‌شود.
کاشی کاری دیواری به دو روش دوغابی و کویتی انجام می شود در روش دوغابی ابتدا دیواری که می خواهند کاشی کنند کروم گیری می کنند یعنی با ریختن شن یا ماسه دو نم (مرطوب) در کنار دیوار و کوبیدن شن و ماسه با استفاده از شمشه آلومینیوم و تراز نمودن شمشه ، سطح کروم را آماده کرده و سپس کاشی ها با استفاده از گل به روی کروم قرار داده و با فاصله از دیوار می چسباند بعد از آن کاشی ها را با شمشه و تراز همسطح و تراز می کنند بعد از آن دوغابی که با مخلوط شن و سیمان و آب به نسبت مناسب به صورت آبکی آماده کرده اند با قوطی به پشت کاشی می ریزند و با پر کردن پشت کار دوباره کاشی ها را از لحاظ همسطح بودن و تراز بررسی کرده و عیب کار را رفع می کنند و سطح تمام شده را تمیز و برای چسبانده ردیف دوم کاشی آماده می کنند
در نقشه‌برداری این مفهوم در مورد یک صفحه، به مجموعه‌شکل‌هایی گفته می‌شود که صفحه را بدون همپوشانی و بدون جاافتادگی پر کند. در نقشه‌برداری برای اشاره به آن «پاره‌بندی» هم گفته می‌شود.